# Liste du patrimoine mondial en Jamaïque
Cet article recense les sites inscrits au patrimoine mondial en Jamaïque.

## Statistiques
La Jamaïque accepte la Convention pour la protection du patrimoine mondial, culturel et naturel le 14 juin 1983.
En 2025, la Jamaïque compte deux sites inscrits au patrimoine mondial, un mixte et un culturel. Un autre site, culture, est inscrit sur la liste indicative

## Patrimoine mondial
Le site suivant est inscrit au patrimoine mondial.
| Id.  | Bien                                                   | Paroisse(s)            | Année | Superficie (ha) | Critères et notes       | Coordonnées                  | Illus. |
| ---- | ------------------------------------------------------ | ---------------------- | ----- | --------------- | ----------------------- | ---------------------------- | ------ |
| 1356 | Montagnes bleues et monts John Crow                    | Saint Andrew           | 2015  | 26 252          | Mixte, (iii), (vi), (x) | 18° 06′ N, 76° 40′ O         |        |
| 1595 | L'ensemble archéologique de Port Royal au XVIIe siècle | Kingston, Saint Andrew | 2025  | 27              | Culturel, (iv), (vi)    | 17° 56′ 20″ N, 76° 50′ 36″ O |        |

## Liste indicative
Les biens suivants sont inscrits sur la liste indicative du pays au début 2024. Les noms fournis par la Jamaïque sont en anglais : la traduction en français est donnée ici à titre indicatif.
| Id.  | Bien                       | Paroisse(s) | Année | Critères et notes           | Coordonnées                  | Illus. |
| ---- | -------------------------- | ----------- | ----- | --------------------------- | ---------------------------- | ------ |
| 5431 | Seville Heritage Park (en) | Saint Ann   | 2009  | Culturel, (ii), (iii), (iv) | 18° 26′ 06″ N, 77° 12′ 58″ O |        |